# Titularbistum Citharizum
Citharizum (italienisch Citarizo) ist ein Titularbistum der römisch-katholischen Kirche. 
Es geht zurück auf einen früheren Bischofssitz in der gleichnamigen antiken Stadt, die sich in der spätantiken römischen Provinz Armenia minor in der heutigen östlichen Türkei befand. Das Bistum gehörte der Kirchenprovinz Camachus an.
| Titularbischöfe von Citharizum |                                            |                                                  |                   |                   |
| Nr.                            | Name                                       | Amt                                              | von               | bis               |
| 1                              | Atanasio María Vicente Soler y Royo OFMCap | Apostolischer Vikar von Goajira (Kolumbien)      | 22. Dezember 1906 | 21. November 1930 |
| 2                              | Augustine-Antoine Roy MEP                  | emeritierter Bischof von Coimbatore (Indien)     | 4. Dezember 1930  | 21. Dezember 1937 |
| 3                              | Pietro Massa PIME                          | Apostolischer Vikar von Nanyang (Republik China) | 29. März 1938     | 11. April 1946    |
| 4                              | Pio Alberto Fariña Fariña                  | Weihbischof in Santiago de Chile (Chile)         | 7. September 1946 | 30. April 1971    |